# Газиев, Руслан
Руслан Газиев (англ. Ruslan Gaziev; 16 августа 1999; Москва, Россия) — канадский пловец.

## Карьера
В 10 лет начал играть в теннис. Однако, главным его увлечением был не теннис, а плавание. В том же возрасте – в 10 лет он стал регулярно опережать своих соперников. С 14 лет Газиев стал побеждать на соревнованиях не только в провинции Онтарио, но и за ее пределами – в Ванкувере, Монреале и в столице страны – Оттаве. На юниорском чемпионате мира в августе 2017 года в американском Индианаполисе Руслан отправлялся уже лидером юниорской сборной Канады, в составе которой он выиграл две золотые медали в эстафетах: 4х100 м комбинированным стилем и в миксте. В июне 2021 года стало известно, что Руслан представит Канаду на Олимпийских играх в Токио. 

## Личная жизнь
Родился в 1999 году в Москве. По национальности — аварец. Семейные корни исходят из аулов Хунзахского района Дагестана: Цада, Орота и Коло и Гумбетовского: Арадирих. Является студентом экономического факультета университета американского штата Огайо.